# Turgut Özal
Turgut Özal (IPA: [tuɾˈɡut øˈzaɫ]) (Malatya, 13 ottobre 1927 – Ankara, 17 aprile 1993) è stato un politico turco.
Fondatore e guida del Partito della Madrepatria, d'ispirazione liberal-conservatrice e neo-liberista, è stato per due volte Primo ministro della Turchia fra il 1983 ed il 1989, ed ottavo Presidente della Repubblica Turca dal 1989 fino alla morte dovuta ad un improvviso attacco cardiaco. 

## Biografia

### Origini, educazione e carriera lavorativa
Turgut Özal nacque a Malatya, nell'Anatolia Orientale, il 13 ottobre 1927, figlio di Mehmet Sıddık, impiegato bancario, e di Hafiza, insegnante elementare di etnia curda. Dopo aver terminato con successo le scuole elementari nel villaggio di Silifke, la scuola media nella città di Mardın e la scuola superiore nella città di Cesarea, si iscrisse al corso di ingegneria elettrica dell'Università tecnica di Istanbul, dove si laureò nel 1950. Lavorò per un breve periodo alle dipendenze dell'EİE (Ente per lo sviluppo delle risorse elettriche) e si sposò con Semra, dattilografa presso lo stesso ente pubblico, dalla quale ebbe poi tre figli. Continuò in seguito gli studi, ampliandoli nel campo dell'ingegneria gestionale negli Stati Uniti d'America.
Tornato in Turchia, fu dal 1953 al 1958 responsabile tecnico per il direttorato generale dell'EİE, nel 1959 venne promosso segretario della commissione per la pianificazione, nel 1960 al coordinamento della pianificazione. Dopo aver svolto il servizio militare nel 1961, rimase alle dipendenze dell'EİE come vicedirettore fino al 1966. Chiamato a far parte dello staff di tecnici del primo ministro, nel 1967 venne chiamato a far parte dell'ente per la pianificazione generale, che lo portò a ricoprire diverse posizioni dirigenziali fino al 1973. Ricoprì in seguito diversi incarichi dirigenziali nel settore privato tra il 1973 ed il 1979.
Similmente a molti altri esponenti dell'élite politica turca posteriore agli anni 1980, Özal fu membro della congregazione di İskenderpaşa, appartenente alla confraternita islamica naqshbandi.

### Carriera politica
Si candidò in occasione delle elezioni parlamentari del 1977 per il Partito della Salvezza Nazionale, senza tuttavia venire eletto. Venne richiamato al governo dapprima come semplice consigliere, poi, dopo il colpo di Stato del 1980, come ministro ed infine come vice primo ministro fino al luglio del 1982. Avendo per lo più occupato fino ad allora posizioni governative soprattutto in veste di tecnico, il 20 maggio 1983 Turgut Özal fondò il Partito della Madrepatria, nel quale eletto leader, vincendo le seguenti elezioni e diventando primo ministro. Özal destò il sospetto della tradizionale élite kemalista che gli si oppose a causa della sua origine curda e del suo stile di vita religioso.
Il 19 giugno 1988 sopravvisse ad un tentativo di assassinio durante un congresso del partito. Un proiettile lo ferì al dito e l'altro gli sfiorò la testa. L'assassino, Kartal Demirağ, fu catturato e condannato al carcere a vita, salvo poi ricevere la grazia da Özal nel 1992. 
Dopo aver guidato il paese tra il dicembre del 1983 e il novembre del 1989, venne eletto ottavo presidente della Turchia, primo presidente turco ad essere nato in periodo repubblicano e non sotto l'Impero ottomano. 

### La morte
Turgut Özal morì il 17 aprile 1993 a causa di un improvviso attacco cardiaco. Venne seppellito ad Istanbul, in un mausoleo appositamente dedicato, accanto al mausoleo del primo ministro Adnan Menderes, giustiziato nel 1960 al termine d'un processo dai chiari risvolti politici. 
La sua morte, avvenuta nel contesto di un'apertura politica nei confronti dei separatisti curdi, è stata ritenuta sospetta al punto che, su richiesta della famiglia, nel 2012 la salma è stata riesumata perché venisse effettuata un'analisi tossicologica. L'autopsia rilevò effettivamente la presenza di veleno nel corpo dell'ex presidente ma dichiarò che non era comunque la causa della sua morte.

## Vita privata
Turgut Özal si sposò due volte: nel 1952 con Ayhan Inal, da cui divorziò nello stesso anno, e nel 1954 con Semra Yeğinmen. Dalla seconda moglie ha avuto due figli e una figlia: Ahmet (n. 1955, politico), Zeynep (n. 1956) e Efe Özal (n. 1967).

## Politica

### Politica economica e politica estera
La politica di Turgut Özal, sia come primo ministro che successivamente come ottavo Presidente della Turchia, fu incentrata sulla liberalizzazione economica: egli iniziò e portò a termine una serie di grandiose riforme economiche che trasformarono in maniera profonda il sistema economico turco.  
Özal aveva una ferma visione della Turchia come "ponte" tra Europa e Asia; una Turchia moderna e aperta al progresso scientifico e culturale. Riteneva inoltre fermamente che l'Islam potesse essere compatibile con la democrazia e il pluralismo e che un Paese islamico potesse essere anche aperto al progresso.  
In politica estera, Özal, in seguito alla dissoluzione dell'Unione Sovietica, si affrettò a stringere rapporti di alleanza con i Paesi di etnia turca come l'Azerbaijan e i Paesi dell'Asia centrale. Appoggiò militarmente e logisticamente gli Stati Uniti d'America durante la Prima guerra del Golfo, sostenendo necessaria una deposizione di Saddam Hussein ritenendolo "più pericoloso di Gheddafi". 

### La questione curda
Ironia della sorte, per un uomo che dichiarò sempre orgogliosamente le proprie origini curde, venne chiamato a fare fronte alla rivolta del Partito dei Lavoratori del Kurdistan nell'Anatolia Sudorientale, nel periodo della sua massima recrudescenza. Si debbono tra l'altro a Turgut Özal i primi tentativi di apertura verso la minoranza curda, quali ad esempio l'abrogazione del divieto di utilizzo della lingua curda.
Turgut Özal fu indubbiamente, ad esclusione del fondatore della Repubblica ed eroe nazionale Mustafa Kemal Atatürk, il più amato presidente della Turchia. La sua enorme popolarità deriva dalla sostanziale riuscita delle sue politiche di trasformazione in senso liberistico dell'economia turca e di stabilizzazione del confronto politico. Özal si definiva per convenienza kemalista ma di fatto era un neo-liberale, liberal-conservatore e nazionalista, ma non fanatico (collaborò con il generale Kenan Evren quando questi abbandonò la divisa), i suoi successi erano visti con sospetto sia dagli ambienti militari più vicini all'ideologia kemalista, che paventavano la sua politica di apertura verso i movimenti separatisti curdi e dalle opposizioni di destra e sinistra. Proprio questa apertura fu per molti oggetto di speculazioni riguardo alle misteriose e improvvise circostanze della sua morte.

### La questione del genocidio armeno
Özal ebbe anche una visione in netto contrasto con i suoi predecessori riguardo alla questione del riconoscimento del genocidio armeno. Özal infatti riteneva che la politica di negazionismo che la Turchia aveva sempre avuto riguardo al genocidio fosse dannosa e nociva per la reputazione internazionale della Turchia, preferendo invece una politica di dialogo e trattativa con l'Armenia per poter raggiungere un qualche tipo di compromesso. 
Özal ipotizzò persino un "Progetto Van" come parte di una soluzione alla questione armena. Questo progetto visionava la possibilità di alcune cessioni territoriali di alcune zone nella Provincia di Van all'Armenia. Tuttavia, Özal non fu in grado di fare alcun progresso in tale direzione a causa delle critiche a lui rivolte sulla questione dall'opinione pubblica turca e dall'esercito, che ritenevano inaccettabile un qualsiasi negoziato con gli Armeni. 
Dopo la morte di Özal, tutte le politiche di compromesso con gli armeni per risolvere la questione furono del tutto abbandonate.